# Daniel de Rémy de Courcelles
Pour les articles homonymes, voir Rémy (homonymie) et Courcelles.
Daniel de Rémy de Courcelles, connu sous le nom Daniel de Courcelles, né le 3 mai 1626 à Arques-la-Bataille, et mort le 24 octobre 1698 à Toulon, est un officier français du règne de Louis XIV. Il fut gouverneur de la Nouvelle-France de 1665 à 1672.

## Biographie
Daniel de Rémy de Courcelles, plus connu au Canada sous le nom Rémy de Courcelle, naît le 3 mai 1626 à Arques-la-Bataille en Normandie. Chevalier, seigneur de Courcelles, Montigny, Pierrepont, Mouy, La Fresnaye, Mont Landrin, et baron de Rouvray, il semble avoir été officier en Lorraine dans le régiment de Carignan-Salières. Envoyé par Louis XIV en Nouvelle-France avec l'intendant Jean Talon, il doit défendre la colonie française du Canada, face à la menace Iroquoise.

### Guerres et paix contre les Iroquois
Rémy de Courcelles arrive au Canada le 12 septembre 1665. Sans aucune expérience du terrain et des conditions climatiques extrêmes, cet officier fougueux lance une campagne d'hiver contre les Indiens, initiative vouée naturellement à l'échec.
Mais la leçon sera retenue. Par la suite, Rémy de Courcelles mènera, à la tête de ses troupes, une expédition victorieuse, qui réduira la puissance iroquoise pendant des années. Alternant menaces militaires et négociations, il parviendra à établir une paix durable avec les Indiens, fondement indispensable à la politique de l'intendant Jean Talon, basée sur un développement démographique et économique conjoint.
Rémy de Courcelles approuva le programme de l'expédition de Robert de La Salle destinée à trouver un passage vers la Chine.

### Politique intérieure
Daniel Rémy de Courcelles et l'intendant Jean Talon ont renforcé les procédures judiciaires de la colonie et créé les unités de la Milice de citoyens.
Rémy de Courcelles et Jean Talon entrèrent cependant en conflit en ce qui concerne le partage de leurs compétences.

### Fin de vie à Toulon
Rentré en France en 1672, où il est nommé lieutenant pour le roi en la Ville de Toulon, il se marie le 19 janvier 1675, à Paris, avec Marie Anne d'Abancourt, dame du Rouvray, dont il aura au moins trois enfants : Michelle, Louis et Claude.
Daniel de Rémy de Courcelles meurt le 24 octobre 1698 à Toulon,.